# Öters
Öters ist eine Hofschaft im Norden der bergischen Großstadt Wuppertal.

## Lage und Beschreibung
Die Hofschaft liegt im Westen des Wohnquartiers Dönberg im Stadtbezirk Uellendahl-Katernberg auf einer Höhe von 196 m ü. NHN im Tal des Hardenberger Bachs in der Gemarkung Untensiebeneick unmittelbar an der Stadtgrenze zu Velbert-Neviges. Durch den Ort fließt der Ötersbach, ein Zufluss des Hardenberger Bachs. Die Kreisstraße 11 mündet bei Öters in die Landesstraße 107.
Benachbarte Orte sind Fingscheidt, Markeick, Knorrsiepen, Wolbeck, Schnappbrücke und Grüntal sowie die Velberter Ortsteile Zur Mühlen, Kopfstation, Asch, Ascherfeld,  Oberheeg, Unterheeg, Kaiser und Korzert.

## Geschichte
Der Hof wurde erstmals im Jahr 1150 als Otersele urkundlich erwähnt. Er gehörte zu dieser Zeit zu den Gütern der Abtei Werden. Nach 1411 wurde der Hof als Mannlehen vergeben. Der Hof gehörte im Spätmittelalter zur Bauerschaft Untensiebeneick der bergischen Herrschaft Hardenberg.
Öters wird auf der Topographia Ducatus Montani des Erich Philipp Ploennies aus dem Jahre 1715 als Örters bezeichnet. Der Ort ist auf der Topographischen Aufnahme der Rheinlande von 1824 als Oehlers und auf der Preußischen Uraufnahme von 1843 als Ochters eingezeichnet. Auf Messtischblättern des 20. Jahrhunderts trägt der Ort den Namen Öters.
Im 19. Jahrhundert gehörte Öters weiterhin zu der Bauerschaft Untensiebeneick innerhalb der Bürgermeisterei Hardenberg, die 1935 in Neviges umbenannt wurde. Damit gehörte es von 1816 bis 1861 zum Kreis Elberfeld und ab 1861 zum alten Kreis Mettmann. 1888 lebten in Öters zwölf Einwohner in zwei Häusern.
Durch die nordrhein-westfälische Gebietsreform kam Neviges mit Beginn des Jahres 1975 zur Stadt Velbert und Teile von Untersiebeneick mit Öters wurden in Wuppertal eingemeindet.